# Albek Anna
Albek Anna (Zenta, 2001. december 2. –) magyar válogatott kézilabdázó, a francia élvonalbeli Metz Handball játékosa.

## Pályafutása

### Klubcsapatokban
Albek Anna Zentán született, Adán nevelkedett, majd 2016-ban lett a grazi kézilabdacsapat játékosa. Innen került be a Golovin Vlagyimir által irányított magyar női juniorválogatottba, amely a hazai rendezésű 2019-es Európa-bajnokságot megnyerte. 2020-ban több magyar és francia élvonalbeli csapat is megkereste, végül a nemzetközi kupában induló német TuS Metzingen játékosa lett. Két év légióskodás után visszatért Magyarországra, és a Mosonmagyaróvár játékosa lett. 2025 nyarától a Metz játékosa. Albek két évre szóló szerződést írt alá alá a francia bajnoki címvédő csapattal

### A válogatottban
2021-ben a juniorválogatott korábbi szövetségi kapitányát nevezték ki a felnőttcsapat élére, aki miután Tomori Zsuzsanna a világbajnokság előtt lemondta a válogatottságot, Albek Annát nevezte a decemberi világbajnokságra. Tagja volt a 2024-es párizsi olimpián 6. helyezett magyar csapatnak. A részben hazai rendezésű 2024-es Európa-bajnokságról sérülés miatt maradt le.

## Sikerei
- Junior Európa-bajnok: 2019